# Deutsche Telekom
Deutsche Telekom — німецький  телекомунікаційний холдинг з головний офісом у м. Бонн. Телекомунікаційна група є найбільшою у Європі і однією з найбільших у світі. Компанія утворена у 1996 році шляхом приватизації частини державного монополіста Deutsche Bundespost. Станом на вересень 2019 німецькому уряду все ще належить 31.9% акцій холдингу.

## Діяльність
В структуру компанії входять такі підрозділи:
- T-Home, послуги приватним клієнтам, такі як стаціонарна телефонія, широкосмуговий доступ в Інтернет, мобільна телефонія та послуги IPTV.
- T-Systems, підрозділ зосереджений на наданні послуг у державному секторі та підприємствам.
- T-Mobile, міжнародний підрозділ мобільного зв'язку.
- T-Online, надання послуг доступу до Інтернету для малого бізнесу і приватних клієнтів.

У 1992 виступив одним із співзасновників UMC — першого оператора мобільного зв'язку на території України.

## Галерея

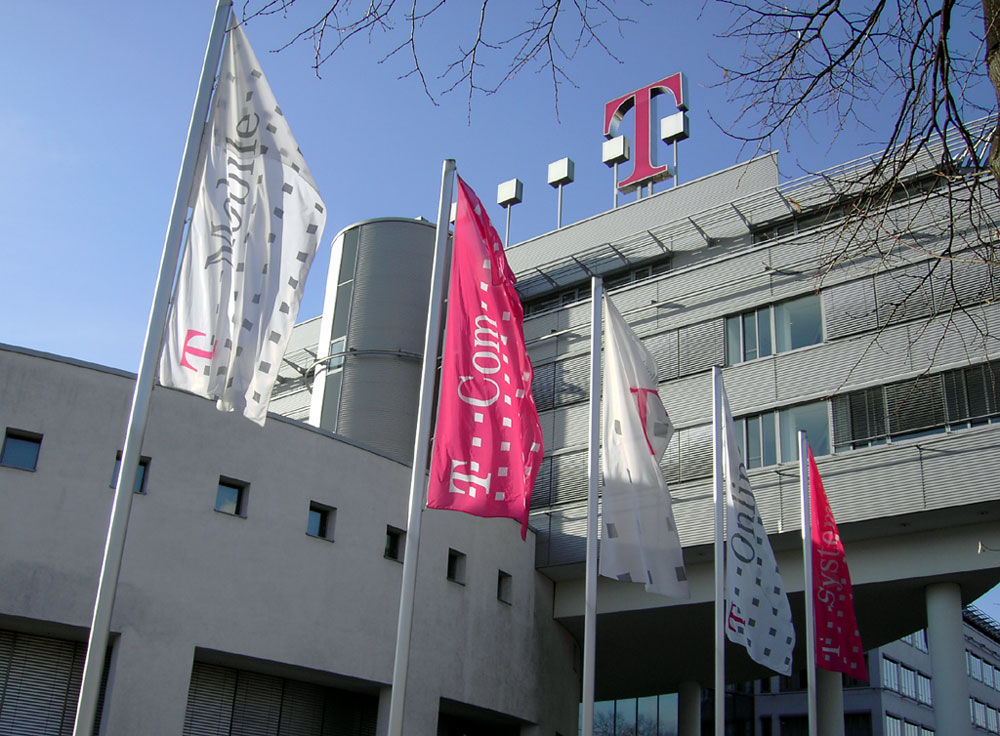
Головний офіс Deutsche Telekom у Бонні
Присутність Deutsche Telekom у світі
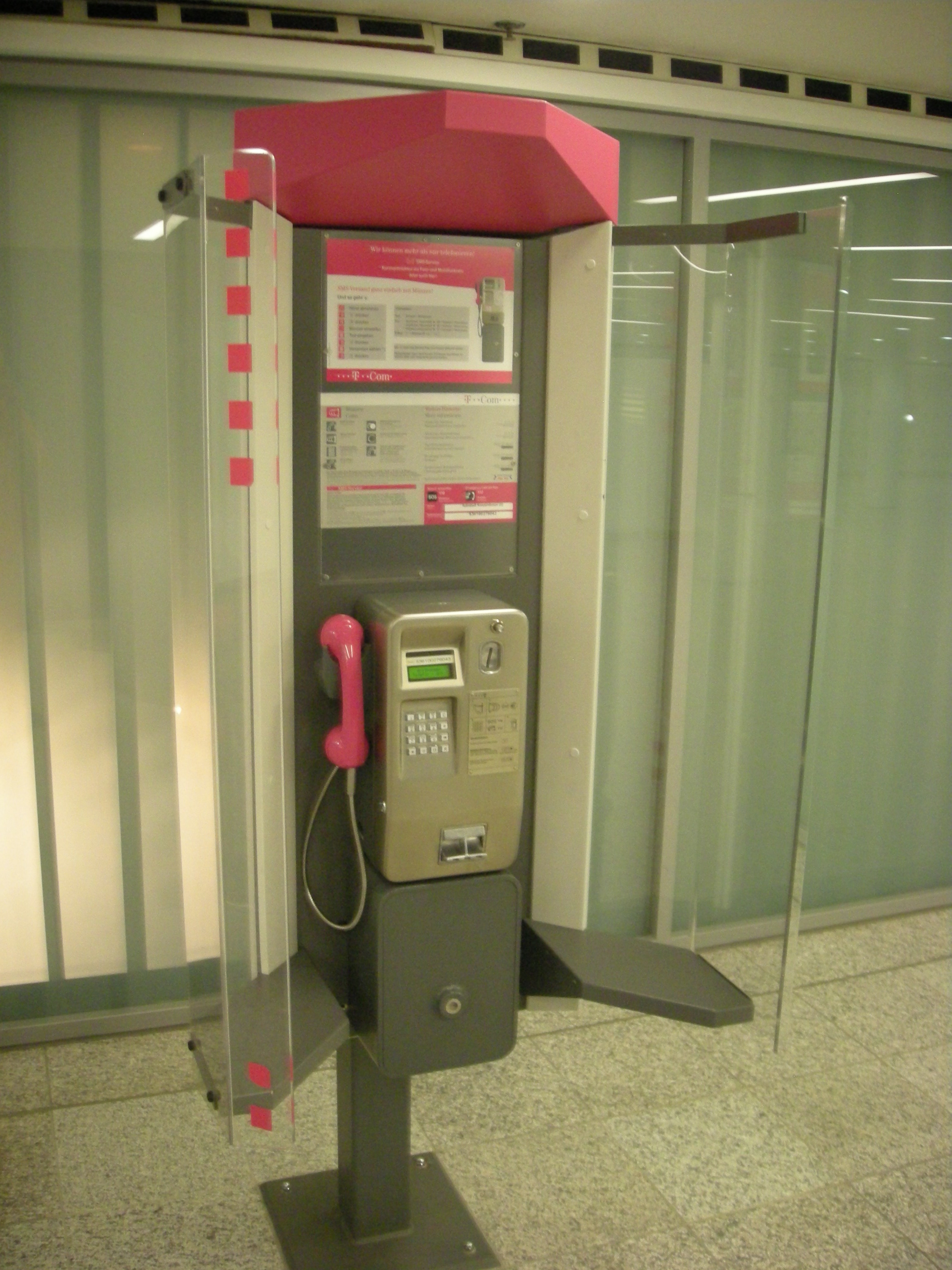
Телефонна будка Deutsche Telekom у Вольфсбурзі, Нижня Саксонія.